# رامون بيريرا
رامون بيريرا غوميز (بالإسبانية: Ramón Pereira) (مواليد 12 سبتمبر 1978 في ميريدا، إكستريمادورا) هو لاعب كرة قدم محترف إسباني، يلعب في مركز المهاجم.

## وصلات خارجية
- رامون بيريرا على موقع قاعدة بيانات كرة القدم.إي يو (الإنجليزية)
- رامون بيريرا على موقع Soccerbase.com (لاعب) (الإنجليزية)

- BDFutbol profile
- Futbolme profile (بالإسبانية)